# CCTV賀歳杯囲棋戦
CCTV賀歳杯囲棋戦（CCTVがさいはい いきせん、CCTV贺岁杯围棋赛）は、中国で行われる囲碁の棋戦。中国中央電視台（CCTV）が春節を祝うイベントとして、2013年に中国囲棋甲級リーグ戦超覇戦（中国围棋甲级联赛超霸赛）として開始、2014年からCCTV賀歳杯中日韓囲棋争覇戦（CCTV贺岁杯中日韩围棋争霸赛）として、中国、日本、韓国の招待選手によるトーナメントを行う。
ルールは中国ルール。持時間は1手30秒で、10回の考慮時間がある。優勝賞金は、 (第1回)18万元、(第2回-)80万元。

## 過去の成績
- 第1回 2013年 優勝 時越、2位  古力
- 第2回 2014年 優勝 時越（中国）、2位 村川大介（日本）、3位 李世乭（韓国）
- 第3回 2015年 優勝 柁嘉熹（中国）、2位 金志錫（韓国）、3位 村川大介（日本）
- 第4回 2016年 優勝 柯潔（中国）、2位 李世乭（韓国）、3位 一力遼（日本）
- 第5回 2017年 優勝 柯潔（中国）、2位 井山裕太（日本）、3位 朴廷桓（韓国）
- 第6回 2018年 優勝 朴廷桓（韓国）、2位 柯潔（中国）、3位 一力遼（日本）
- 第7回 2019年 優勝 朴廷桓（韓国）、2位 柯潔（中国）、3位 芝野虎丸（日本）
- 第8回 2020年 優勝 朴廷桓（韓国）、2位 柯潔（中国）、3位 芝野虎丸（日本）

### 第1回（2013年）
2012年は中国囲棋甲級リーグ戦の最優秀選手古力と、最優秀主将時越によって行われた。
- 時越 - 古力

### 第2回（2014年）
- 1回戦 時越 - 村川大介
- 2回戦 村川大介 - 李世乭
- 決勝戦 時越 - 村川大介

### 第3回（2015年）
- 1回戦 柁嘉熹 - 村川大介
- 2回戦 金志錫 - 村川大介
- 決勝戦 柁嘉熹 - 金志錫

### 第4回（2016年）
- 1回戦 柯潔 - 一力遼
- 2回戦 李世乭 - 一力遼
- 決勝戦 柯潔 - 李世乭

### 第5回（2017年）
- 1回戦 井山裕太 - 柯潔
- 2回戦 柯潔 - 朴廷桓
- 決勝戦 柯潔 - 井山裕太

### 第6回（2018年）
2018年2月5-7日に開催。
- 1回戦 朴廷桓 - 一力遼
- 2回戦 柯潔 - 一力遼
- 決勝戦 朴廷桓 - 柯潔

### 第7回（2019年）
2019年1月31日-2月2日に成都市武侯区で開催。
- 1回戦 柯潔 - 朴廷桓
- 2回戦 朴廷桓 - 芝野虎丸
- 決勝戦 朴廷桓 - 柯潔

### 第8回（2020年）
2020年1月20日-22日に成都市武侯区で開催。
- 1回戦 朴廷桓 - 柯潔
- 2回戦 柯潔 - 芝野虎丸
- 決勝戦 朴廷桓 - 柯潔